# 小行星8981
小行星8981（英語：8981）是一颗围绕太阳公转的小行星。1964年12月31日，紫金山天文台在南京发现了此天体。
这颗小行星的绝对星等为73.02499301358547等。